# Mariä Heimsuchung (Reitham)

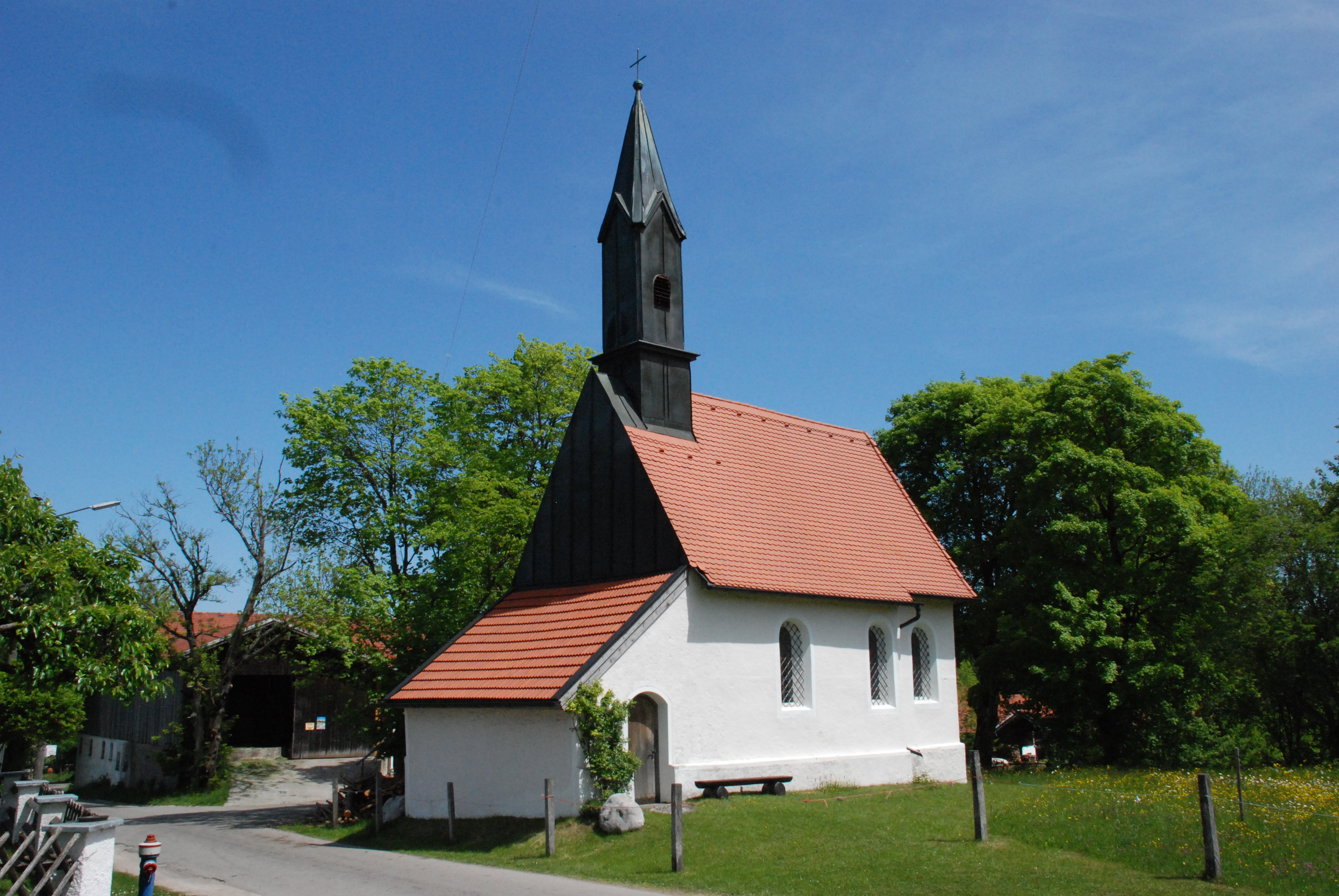
Mariä Heimsuchung in Reitham

Die römisch-katholische Filialkirche Mariä Heimsuchung steht in Reitham, einem Gemeindeteil der Gemeinde Warngau im oberbayerischen Landkreis Miesbach. Sie ist in der Liste der Baudenkmäler in Warngau als Baudenkmal unter der Nr. D-1-82-136-72 eingetragen. Die Kirche gehört zum Dekanat Miesbach im Erzbistum München und Freising.

## Beschreibung
Die um 1640 erbaute Saalkirche besteht aus dem Langhaus, dem eingezogenen, dreiseitig geschlossenen Chor im Osten, einem Vorbau an der Westwand des Langhauses und einem Dachreiter, der sich im Westen auf dem Satteldach des Langhauses erhebt. 
Der Innenraum ist mit einem Stichkappengewölbe überspannt. Der neoromanische Altar wurde um 1856 aufgestellt. Auf dem Altarretabel sind der heilige Sebastian und Rochus von Montpellier dargestellt.